# Enrique Chazarreta
Enrique Salvador Chazarreta (Coronel du Graty, 29 luglio 1947 – 24 marzo 2021) è stato un calciatore argentino, di ruolo mezzapunta.
Ha vinto tre campionati nazionali argentini, il Metropolitano del 1972 ed i nazionali del 1972 e 1974.

## Carriera

### Giocatore

#### Club
Cresciuto nel San Lorenzo, fu mandato in prestito all'Argentinos Juniors per fare esperienza. Tornato al San Lorenzo dopo solo anno, vi rimane sino al 1975 vincendo tre campionati. Emigra quindi in Francia, dove veste la maglia dell'Avignon e dell'Olympique Alés. Nel 1980 torna in Argentina per giocare in seconda divisione col Gimnasia La Plata prima e poi, prima di ritirarsi, col Deportivo Morón.

#### Nazionale
A livello internazionale ha fatto parte della Nazionale argentina dal 1973 al 1974 partecipando ai Mondiali del 1974, dove giocò una partita. In totale, con la maglia albiceleste, Chazarreta disputò 11 partite senza segnare gol.